# 키어런 도허티
키어런 도허티(Kieran Doherty, 1955년 10월 16일 ~ 1981년 8월 2일)는 아일랜드 공화국군 임시파(PIRA) 요원이며 1981년 아일랜드 단식투쟁에 참여한 아일랜드 공화주의자이다.
도허티는 벨파스트 앤더슨즈타운의 가정의 6자녀 중 셋째로 태어났다. 도허티 형제들은 지역사회에서 사이클 선주이자 스포츠맨으로 유명했다. 키어런은 1971년 게일릭 풋볼 마이너 레벨에서 메달을 따기도 했다.
도허티는 1971년 피아나 에이렌에 가입했고 1973년에서 1975년까지 영국 당국에 의해 구류당했다. 키어런의 형제인 마이클과 테렌스도 1972년에서 1974년 사이에 구류당했다.
도허티는 난방 기술자로 일했으며, 제럴디네 셰이스(Geraldine Scheiss)라는 여자친구와는 죽을 때까지 사실혼 관계에 있었다. 그가 체포될 때까지도 그녀는 자기 애인이 PIRA 요원인 줄 모르고 있었다.
1976년 폭탄을 설치하러 나갔던 도허티는 경찰의 추격을 받았고, 폭탄차를 유기한 뒤 남의 차를 하이잭해서 탈출하려 했으나 간발의 차이로 붙잡혔다. 재판에서 화기 및 폭발물 소지 혐의에 대해 18년형, 차량 하이잭 시도에 대해 4년형을 선고받았다.
1981년 메이즈 교도소에서 단식투쟁에 참여했다가 단식 참여자들 중 가장 긴 단식 73일만에 굶어 죽었다. 향년 25세.